# Різдво в Україні
Різдво́ Христо́ве в Украї́ні — державне свято України, яке офіційно відзначається щороку 25 грудня. Період святок з їхньою традиційною обрядовістю увібрав у себе найтиповіші види народно-драматичної творчості українців.

## Історія дати святкування

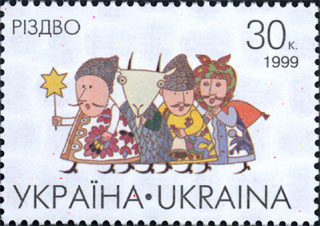
Українська різдвяна марка

До 2022 року більшість українців Різдво Христове відзначали 7 січня, а саме православні, греко-католики та деякі інші християни східного обряду за застарілим юліанським календарем, а 25 грудня — сповідники західного обряду (римо-католики) та протестантських церков за григоріанським календарем і східного обряду (деякі православні парафії) за новоюліанським календарем.
Різдво Христове 25 грудня стало державним вихідним в Україні 2017 року. 
Питання календарної реформи гостро постало після початку повномасштабного російського вторгнення в Україні в 2022 році.
Святкування Різдва 7 січня (що відповідає 25 грудня за старим юліанським календарем) характерне для XX та XXI ст. У XIX ст. цей день припадав на 6 січня, а у XXII ст. припадатиме на 8 січня (якщо до цього часу не буде внесено змін у календар). З початком російсько-української війни у 2014 році та після того, коли 2017 року Різдво Христове — 25 грудня за григоріанським календарем стало державним вихідним в Україні, питання щодо перенесення святкування на 25 грудня неодноразово піднімається щороку, аби всі християни України святкували Різдво в один день разом з більшістю християн світу. Предстоятель ПЦУ митрополит Епіфаній в грудні 2020 року повідомив, що така зміна дати в Україні можлива після того, коли до такого рішення буде готова церква. Було зазначено, що перенесення Різдва Господнього потягне за собою зміну дат усіх нерухомих свят на 13 днів назад. Предстоятель УГКЦ патріарх Святослав у грудні 2020 року заявив, що греко-католицька церква вирішуватиме це питання «разом із нашими православними братами».
Близько сотні парафій румунської національної меншини в Україні, які є частиною Московського патріархату завжди відзначали Різдво Христове 25 грудня за новоюліанським календарем, як і Румунська православна церква.
18 жовтня 2022 року Православна церква України дозволила святкувати Різдво 25 грудня за новоюліанським календарем. Рішення було ухвалене на засіданні Священного Синоду. 2 лютого 2023 року Священний Синод ПЦУ дозволив повне використання новоюліанського календаря.
1-2 лютого 2023 року у Львові-Брюховичах Архиєрейський Синод УГКЦ вирішив, що з 1 вересня 2023 року Українська греко-католицька церква в Україні переходить на новий стиль (новоюліанський календар), починаючи з 2023 року святкування Різдва Христового 25 грудня. 24 травня 2023 року на Архієрейському Соборі, що проходив у Києво-Печерській лаврі, було прийнято постанову, згідно з якою з 1 вересня 2023 року Православна церква України переходить на новоюліанський календар, крім пасхальних свят.
28 червня 2023 року президент України Володимир Зеленський вніс до Верховної Ради України законопроєкт, який скасовує свято Різдва Христового 7 січня., а 14 липня Верховна Рада України ухвалила його.

## Перебіг святкування

### Підготовка

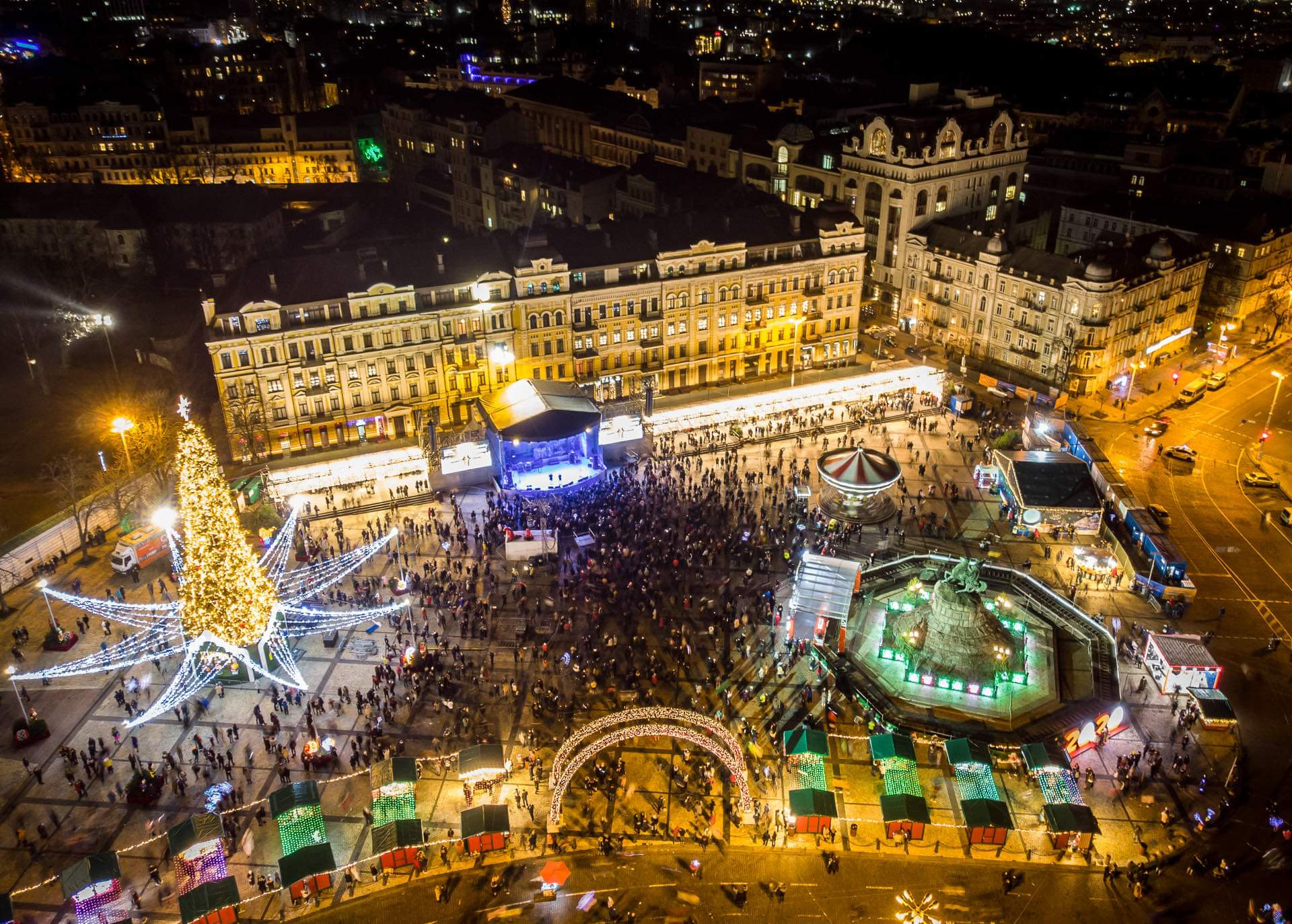
Різдвяна ялинка у місті Києві, 2019 рік

Традиційно Різдву в Україні передує 40-денний піст: від 15 листопада по 25 грудня. Оскільки останній день перед постом припадає на день пам'яті святого апостола Пилипа, то піст називається Пилипівкою. Мета посту — фізично й духовно очистилися шляхом покаяння, молитви, і утримання від гріховних надмірностей.
За народними українськими традиціями до переддня Різдва належало прибрати в хаті, оновити господарські знаряддя, запастися всім, необхідним для того, щоб пережити зиму: дровами, полотном, борошном, медом тощо. Християнство наклало традицію прикрашання до Різдва ікон новими чи чистими рушниками, зіллям.
Традиційно на День святого Миколая в Україні 5-6 грудня відкривають головну ялинку України та інші різдвяні ялинки.

### Святий вечір і Коляда
Вечір 24 грудня називається Святим Вечором або Святвечором. Ніч з 24 грудня на 25 грудня — Колядою.

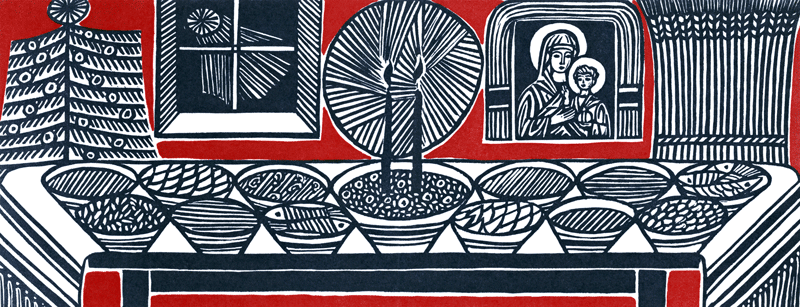
Дванадцять страв Яківа Гніздовського

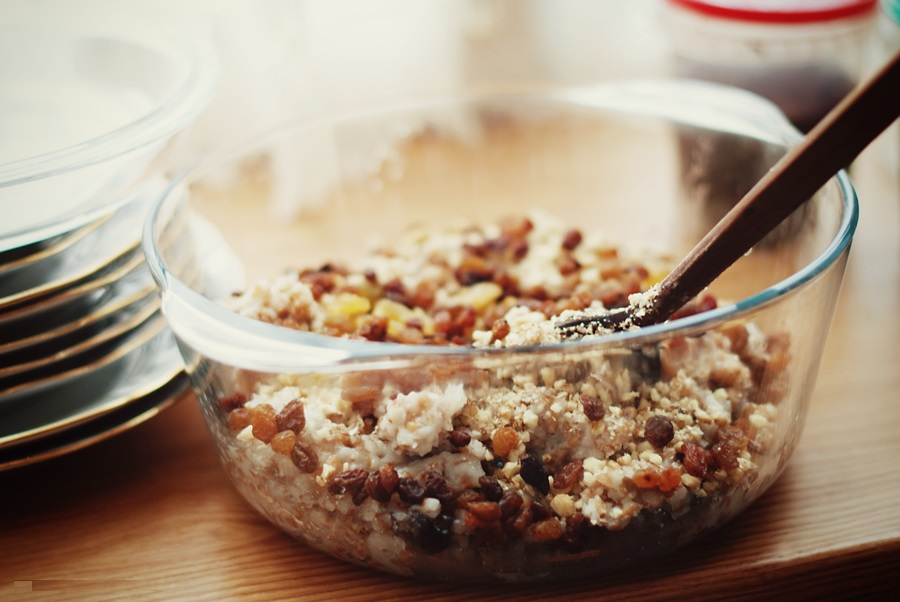
Кутя

Свята вечеря — центральна традиція Святого вечора. На вечерю готується 12 пісних страв (у деяких місцевостях України 17) за кількістю місяців. Головна з-поміж них — це «багата кутя» — відварена пшениця чи ячмінь із медом та іншими рослинними складниками. «Багата кутя» первісно мала магічне значення — засвідчити багатство господарства та слугувати символічною жертвою богові Велесу, щоб той дав наступного року щедрий врожай. Порядок подачі 12-и страв різниться в різних регіонах України, але кутя завжди перша в переліку. Традиційно вечеря відбувалася зі спільних мисок. Дві миски лишалися порожніми: для померлих і відсутніх членів родини. Свята вечеря розпочинається молитвою. На столі запалюють різдвяну свічку — пам'ять про душі предків. За святковий стіл засідає вся сім'я, у тому числі немовлята.
Святкування традиційно могли супроводжувати магічні дії язичницького походження, призначенням яких було залучити добробут у хату, завадити негараздам у наступному році та передбачити якою буде в ньому доля різних членів родини. Відомий звичай у переддень Різдва запрошувати на вечерю самотніх, бездомних людей. По вечері розпочинається колядування — величально-поздоровчі пісні з побажанням добробуту господарям і повідомленням про народження Христа.

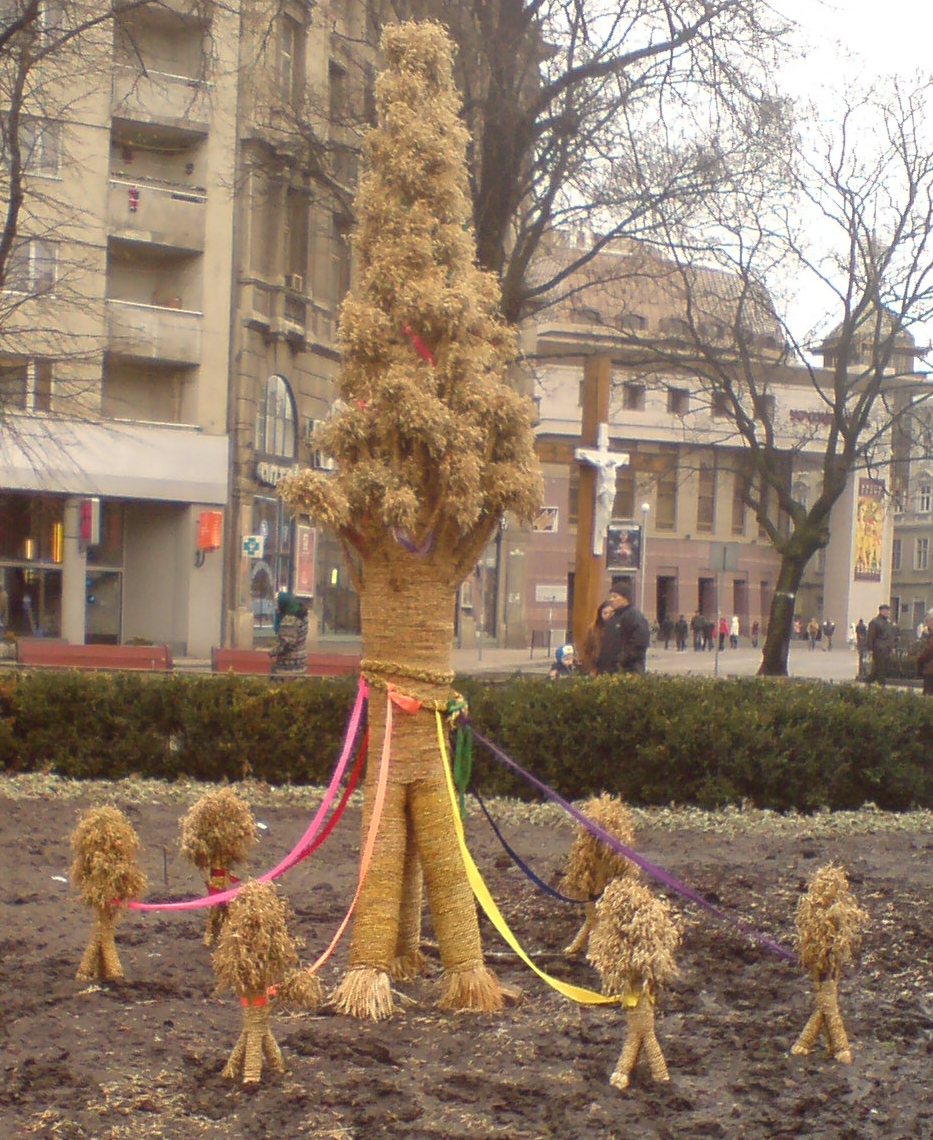
Дідух у Львові

Коляда первісно було язичницьким слов'янським святом на честь початку нового року. Вважалося, що цієї ночі духи предків роду, «діди», відвідують своїх живих родичів. З образом «дідів» пов'язаний такий різдвяний атрибут, як дідух — обжинковий сніп, який урочисто вносився до хати перед вечерею. Колядування зазвичай виконувалося хлопчиками та чоловіками, оскільки вони символізували «дідів», образ яких — це старі сиві чоловіки. В новіших традиціях дівчата й жінки також допускаються до колядування.

### Різдво Христове

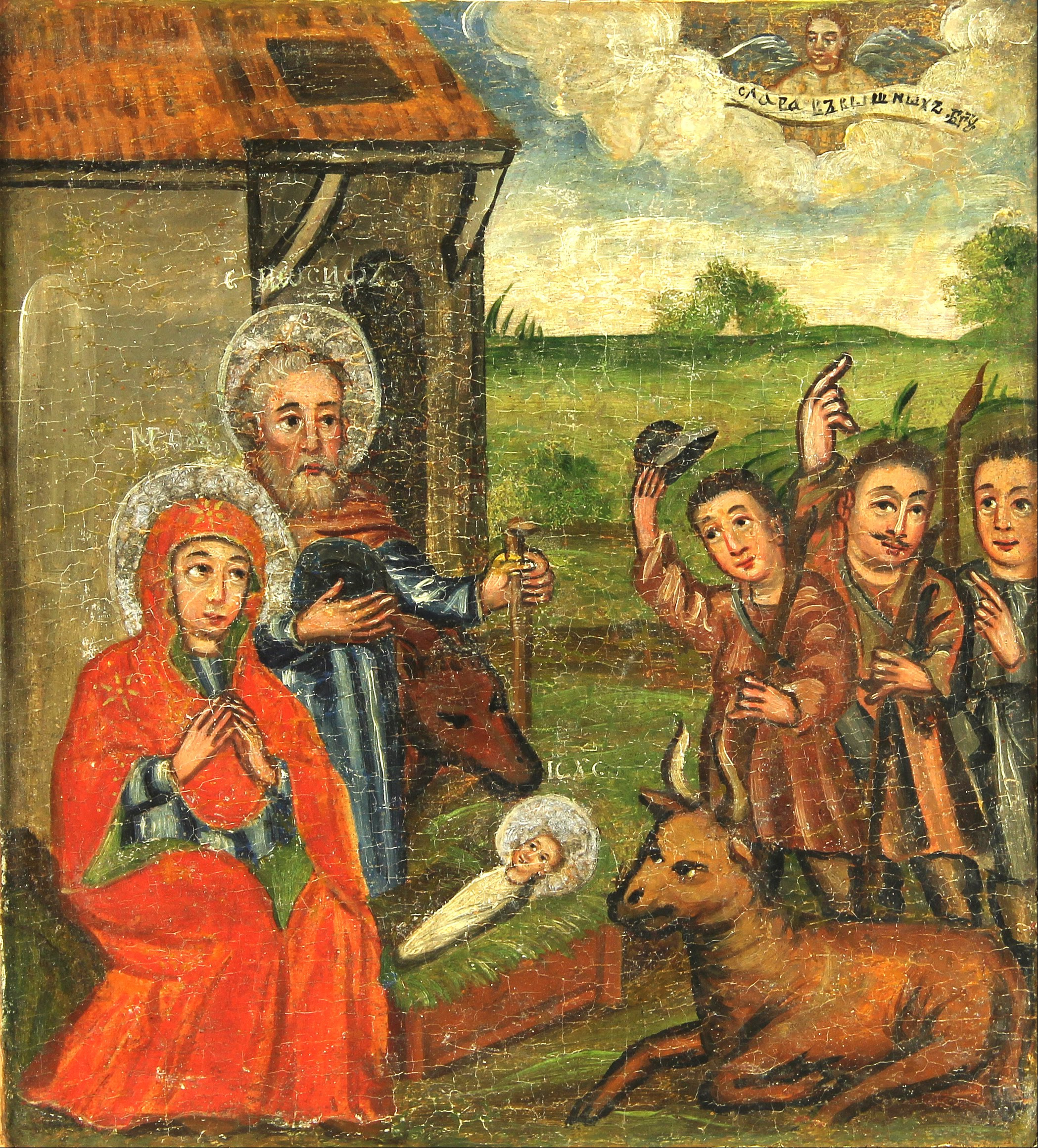
«Поклоніння пастухів» (зі святкового ряду іконостасу). Друга половина XVII століття, Львівська область.

Члени родини, що йшли на нічну церковну службу, зранку на Різдво вітали тих, які лишилися вдома, за чим слідувала спільна молитва та сніданок.
Вранці 25 грудня діє особливе вітання «Христос народився!», на яке відповідають «Славімо його!». У цей день заведено ходити до церкви на святкову молитву, а також ходити в гості до родичів. Оскільки піст закінчується, з 25 грудня дозволяється їсти м'ясні та інші ситні страви.
Колядники на Різдво носять з собою велику зірку, закріплену на палиці та покриту позолоченим папером. Вона символізує Вифлеємську зірку, що вказала на народження Ісуса Христа. Відвідуючи оселі, колядники просять дозволу заколядувати, а коли господарі погоджуються, співають колядки та розігрують жартівливі сценки, за які господарі дарують колядникам солодощі або гроші.

## Народні традиції

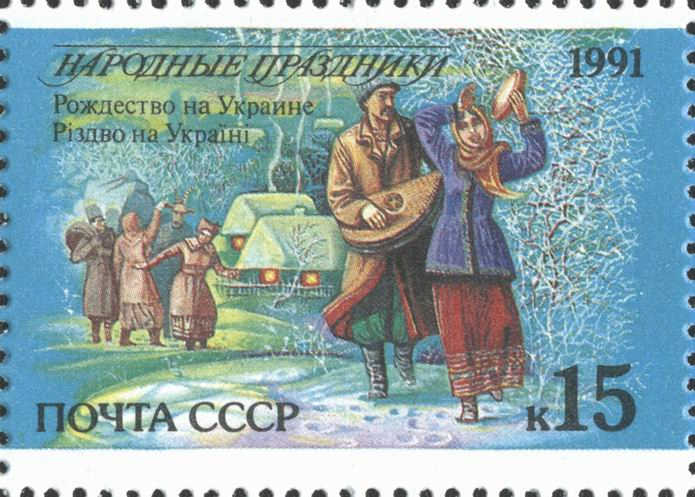
Поштова марка СРСР, 1991 р., серія «Народні свята»

### Колядування

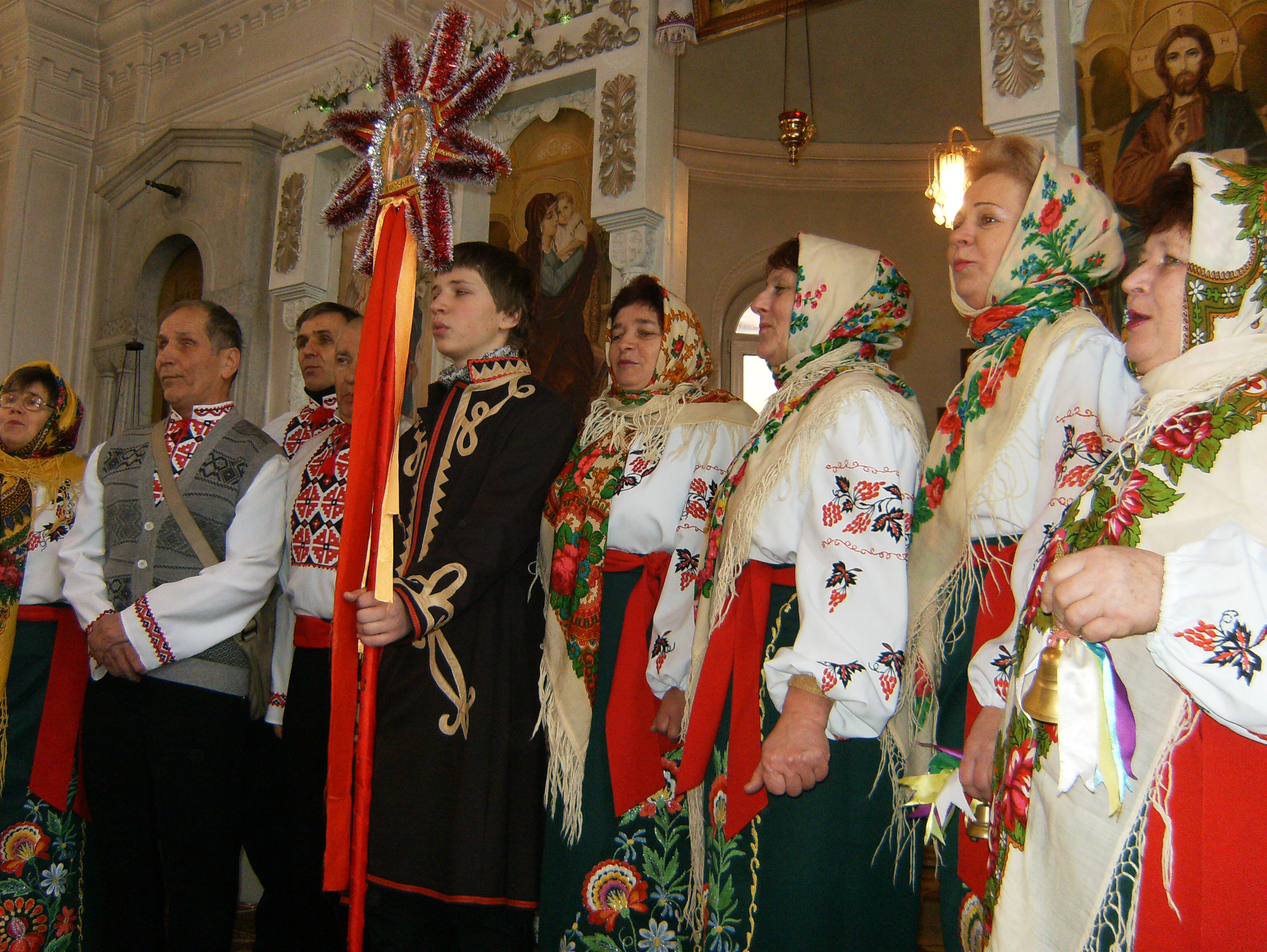
Колядники із «зіркою»

Різдвяні колядницькі ватаги споряджали переважно хлопці. Вони заздалегідь вибирали ватага, себто керівника, «міхоношу», «козу», «пастуха з пугою» тощо. «Козу» зодягали у вивернутий вовною назовні кожух, прилаштовували солом'яні роги, хвіст і дзвіночок на шию; в інших регіонах були свої відмінності, зокрема ватагу супроводжували «циган», «лікар», «жид», «смерть з косою» тощо. Проте обов'язковим атрибутом мала бути рухома зірка, яку постійно носив ватаг («Береза»). Для дітей і дорослих відомі окремі різновиди колядок. Окремо виділяються дівочі колядки. На Поліссі відомі колядування для худоби (волам).
Заходячи на подвір'я, колядники просять дозволу заколядувати і, коли господарі погоджуються, колядники починають виставу з віншувальних пісень-колядок та жартівливих сценок. У поетичних текстах оспівуються господар, господиня та їхні діти, зичиться їм щастя і здоров'я, а в господарстві, щоб були статки і щедрий приплід.
На більшості території України сучасне колядування триває до Водохреща (6 січня). Проте на Київщині до середини минулого століття колядники ходили від хати до хати аж до свята Стрітення Господнього (2 лютого).

### Шопка або Вертеп

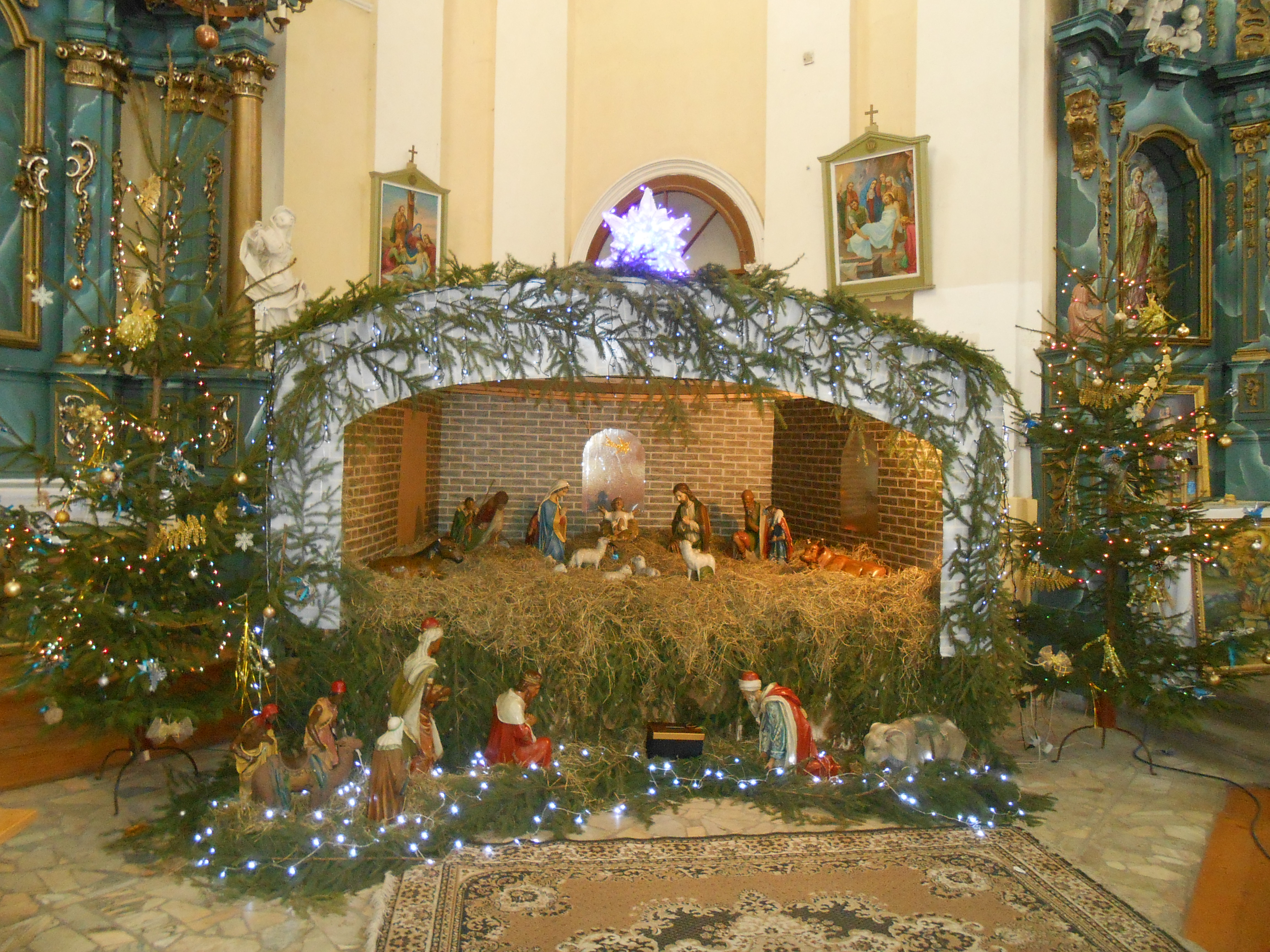
Шопка у місті Бучач Тернопільської області

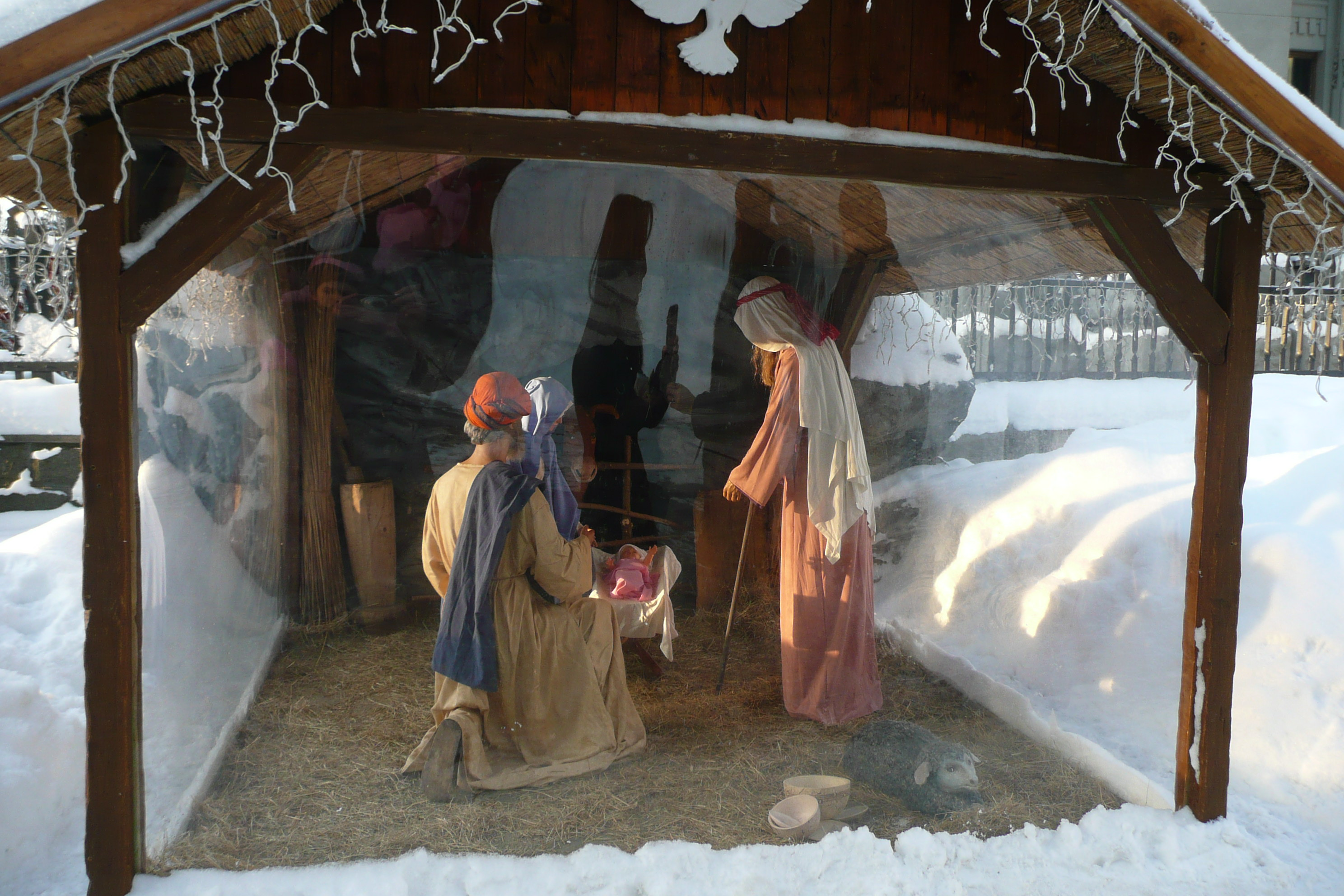
Шопка в Києві

Шопка — макет зі сценою народження Ісуса, також відомий як різновид вертепу, що зображає вифлеємську стайню, в ніч Різдва Христового.

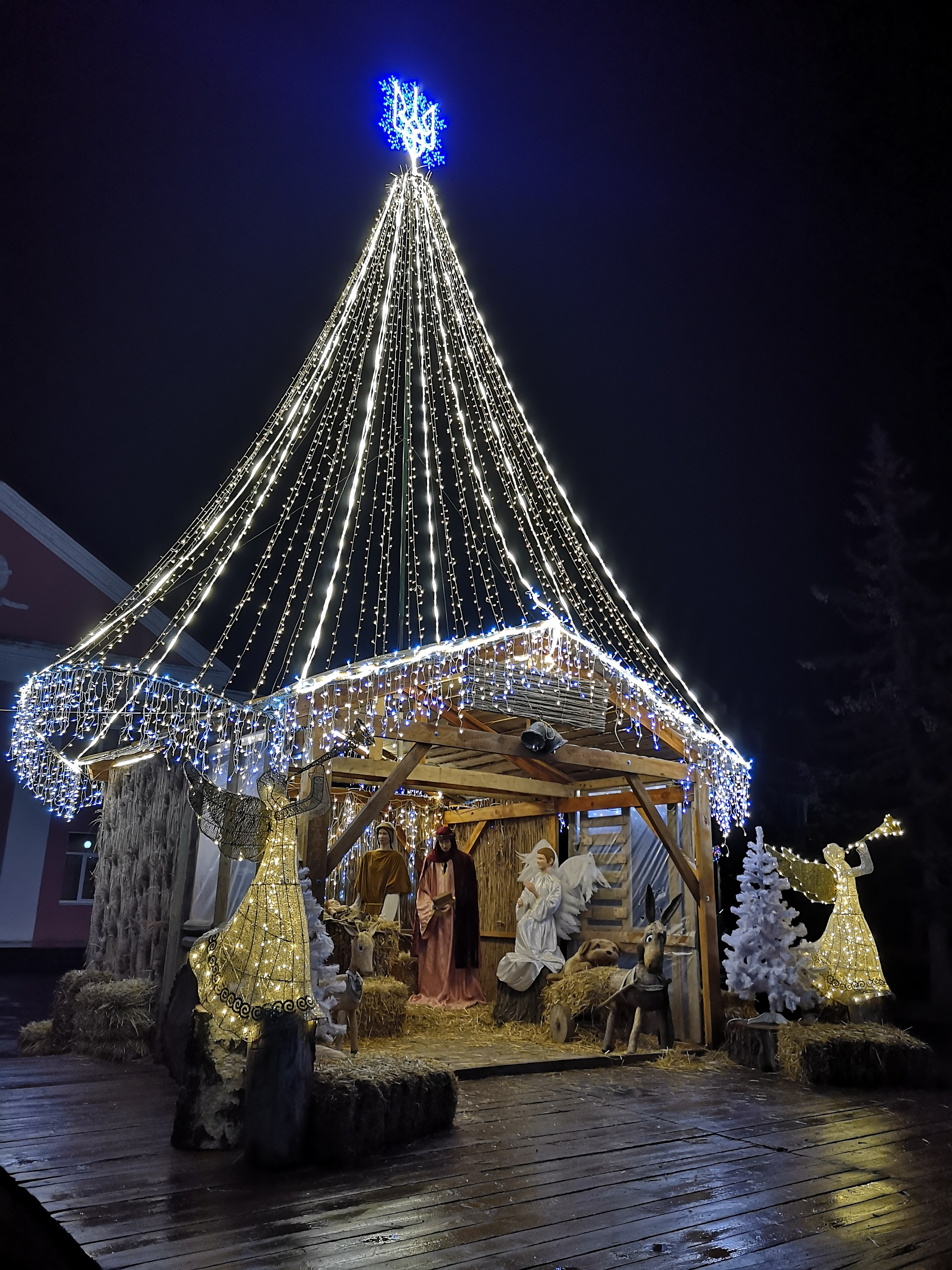
Різдвяний вертеп у місті Бар, 2024 рік

У Києві першу шопку за роки незалежності встановили 2013 року. Традиційно шопки перед Різдвом встановлювали на центральних площах міст Західної України.

### Інші Різдвяні містерії
«Водіння кози» відбувається у щедрий вечір. Центральним моментом цього ритуального дійства є танець «Кози», її «вмирання» та «воскресіння», що символізує колообіг природи: завмирання та відродження.

### Святкова гра «Маланка»
У цій грі беруть участь більше дійових осіб, ніж у «Козі», хоча дійові особи майже всі ті самі, що й у «Козі»: дід у масці, жид, коза, циган, фершал, сама Маланка.

## Пов'язані свята

### Марії
На другий день Різдва (26 грудня), святкують Марії, Святої родини (Ісуса, Марії і Йосифа), по-церковному — Собор Пресвятої Богородиці.
Обрядодій у ці дні не виконують, лише співають колядки, показують вертеп, ходять вітати іменинників — Марію.

### Стефана
На третій день Різдва (27 грудня), святкують Стефана, першого християнського першомученика. Святий Стефан у народі шанувався як покровитель домашньої худоби, особливо коней. Цього дня господарі винаймали пастухів на наступний сезон. Для цього влаштовували спільну трапезу. Коней на Стефана поїли й годували з срібного посуду.

### Щедрий вечір
Щедрий вечір — друге свято різдвяного циклу через тиждень (31 грудня) після Коляди. Щедрий вечір — день християнської святої преподобної Меланії. Цей день ще називали Меланки. За традицією, святкування супроводжувалося обходом хат із побажанням людям щастя, здоров'я і добробуту в Новому Році, готуванням щедрої куті. Щедрують теж театралізованими групами: «Меланка» і «Василь» та «Ряжені».

#### Свято Маланки
Свято Маланки відоме на Монастирищині, воно досі збережене на придністровській частині Тернопільщини. Обряд «Маланки» бере свій початок із дохристиянських часів.

### Водохреща. Йордан
Водохреща (водосвяття) — третє свято різдвяного циклу. Свято пов'язане з культом води та поклоніння Дані[джерело?], про що свідчить його народна назва Йордан, або Ярдань — «осонцення води». Із утвердженням християнства воно набуло нового змісту і за співзвучністю назви почало асоціюватись із хрещенням Ісуса Христа у річці Йордан.